# Danh sách bài hát quốc tế đứng đầu bảng xếp hạng năm 2012 (Hàn Quốc)
Bảng xếp hạng Album (Gaon Chart) là bảng xếp hạng đánh giá những ca khúc quốc tế hay nhất ở Hàn Quốc. Dữ liệu được thu nhập hằng tuần bởi Hiệp hội âm nhạc Hàn Quốc. Nó bao gồm bảng xếp hạng tuần, được mở từ Chủ nhật đến thứ bảy, và bảng xếp hạng hằng tháng.

## Bảng xếp hạng tuần
| Cuối tuần   | Bài hát               | Nghệ sĩ                                 | Chú thích |
| ----------- | --------------------- | --------------------------------------- | --------- |
| 7 tháng 1   | "I Won't Give Up"     | Jason Mraz                              | [ 1 ]     |
| 14 tháng 1  | "I Won't Give Up"     | Jason Mraz                              | [ 2 ]     |
| 21 tháng 1  | "Livin' My Love"      | Steve Aoki đệm bởi LMFAO và Nervo       | [ 3 ]     |
| 28 tháng 1  | "Livin' My Love"      | Steve Aoki đệm bởi LMFAO và Nervo       | [ 4 ]     |
| 4 tháng 2   | "Livin' My Love"      | Steve Aoki đệm bởi LMFAO và Nervo       | [ 5 ]     |
| 11 tháng 2  | "Be Be Your Love"     | Rachael Yamagata                        | [ 6 ]     |
| 18 tháng 2  | "Be Be Your Love"     | Rachael Yamagata                        | [ 7 ]     |
| 25 tháng 2  | "Be Be Your Love"     | Rachael Yamagata                        | [ 8 ]     |
| 3 tháng 3   | "Live My Life"        | Far East Movement đệm bởi Justin Bieber | [ 9 ]     |
| 10 tháng 3  | "Rolling in the Deep" | Adele                                   | [ 10 ]    |
| 17 tháng 3  | "The Freedom Song"    | Jason Mraz                              | [ 11 ]    |
| 24 tháng 3  | "Moves Like Jagger"   | Maroon 5 đệm bởi Christina Aguilera     | [ 12 ]    |
| 31 tháng 3  | "Moves Like Jagger"   | Maroon 5 đệm bởi Christina Aguilera     | [ 13 ]    |
| 7 tháng 4   | "Moves Like Jagger"   | Maroon 5 đệm bởi Christina Aguilera     | [ 14 ]    |
| 14 tháng 4  | "Moves Like Jagger"   | Maroon 5 đệm bởi Christina Aguilera     | [ 15 ]    |
| 21 tháng 4  | "Payphone"            | Maroon 5 đệm bởi Wiz Khalifa            | [ 16 ]    |
| 28 tháng 4  | "Payphone"            | Maroon 5 đệm bởi Wiz Khalifa            | [ 17 ]    |
| 5 tháng 5   | "Payphone"            | Maroon 5 đệm bởi Wiz Khalifa            | [ 18 ]    |
| 12 tháng 5  | "Payphone"            | Maroon 5 đệm bởi Wiz Khalifa            | [ 19 ]    |
| 19 tháng 5  | "Payphone"            | Maroon 5 đệm bởi Wiz Khalifa            | [ 20 ]    |
| 26 tháng 5  | "Payphone"            | Maroon 5 đệm bởi Wiz Khalifa            | [ 21 ]    |
| 2 tháng 6   | "Payphone"            | Maroon 5 đệm bởi Wiz Khalifa            | [ 22 ]    |
| 9 tháng 6   | "Payphone"            | Maroon 5 đệm bởi Wiz Khalifa            | [ 23 ]    |
| 16 tháng 6  | "Payphone"            | Maroon 5 đệm bởi Wiz Khalifa            | [ 24 ]    |
| 23 tháng 6  | "Payphone"            | Maroon 5 đệm bởi Wiz Khalifa            | [ 25 ]    |
| 30 tháng 6  | "One More Night"      | Maroon 5                                | [ 26 ]    |
| 7 tháng 7   | "One More Night"      | Maroon 5                                | [ 27 ]    |
| 14 tháng 7  | "One More Night"      | Maroon 5                                | [ 28 ]    |
| 21 tháng 7  | "One More Night"      | Maroon 5                                | [ 29 ]    |
| 28 tháng 7  | "One More Night"      | Maroon 5                                | [ 30 ]    |
| 4 tháng 8   | "One More Night"      | Maroon 5                                | [ 31 ]    |
| 11 tháng 8  | "One More Night"      | Maroon 5                                | [ 32 ]    |
| 18 tháng 8  | "One More Night"      | Maroon 5                                | [ 33 ]    |
| 25 tháng 8  | "One More Night"      | Maroon 5                                | [ 34 ]    |
| 1 tháng 9   | "One More Night"      | Maroon 5                                | [ 35 ]    |
| 8 tháng 9   | "One More Night"      | Maroon 5                                | [ 36 ]    |
| 15 tháng 9  | "Girl on Fire"        | Alicia Keys                             | [ 37 ]    |
| 22 tháng 9  | "One More Night"      | Maroon 5                                | [ 38 ]    |
| 29 tháng 9  | "One More Night"      | Maroon 5                                | [ 39 ]    |
| 6 tháng 10  | "One More Night"      | Maroon 5                                | [ 40 ]    |
| 13 tháng 10 | "One More Night"      | Maroon 5                                | [ 41 ]    |
| 20 tháng 10 | "One More Night"      | Maroon 5                                | [ 42 ]    |
| 27 tháng 10 | "One More Night"      | Maroon 5                                | [ 43 ]    |
| 3 tháng 11  | "One More Night"      | Maroon 5                                | [ 44 ]    |
| 10 tháng 11 | "Miss Right"          | Ne-Yo                                   | [ 45 ]    |
| 17 tháng 11 | "Miss Right"          | Ne-Yo                                   | [ 46 ]    |
| 21 tháng 11 | "Call Me Maybe"       | Carly Rae Jepsen                        | [ 47 ]    |
| 28 tháng 11 | "Tears Always Win"    | Alicia Keys                             | [ 48 ]    |
| 8 tháng 12  | "Tears Always Win"    | Alicia Keys                             | [ 49 ]    |
| 15 tháng 12 | "Young Girls"         | Bruno Mars                              | [ 50 ]    |
| 22 tháng 12 | "Young Girls"         | Bruno Mars                              | [ 51 ]    |
| 29 tháng 12 | "One Day More"        | Les Misérables Cast                     | [ 52 ]    |

## Bảng xếp hạng tháng
| Tháng    | Bài hát             | Nghệ sĩ                             | Chú thích |
| -------- | ------------------- | ----------------------------------- | --------- |
| Tháng 1  | "I Won't Give Up"   | Jason Mraz                          | [ 53 ]    |
| Tháng 2  | "Be Be Your Love"   | Rachael Yamagata                    | [ 54 ]    |
| Tháng 3  | "Moves Like Jagger" | Maroon 5 đệm bởi Christina Aguilera | [ 55 ]    |
| Tháng 4  | "Payphone"          | Maroon 5 đệm bởi Wiz Khalifa        | [ 56 ]    |
| Tháng 5  | "Payphone"          | Maroon 5 đệm bởi Wiz Khalifa        | [ 57 ]    |
| Tháng 6  | "Payphone"          | Maroon 5 đệm bởi Wiz Khalifa        | [ 58 ]    |
| Tháng 7  | "One More Night"    | Maroon 5                            | [ 59 ]    |
| Tháng 8  | "One More Night"    | Maroon 5                            | [ 60 ]    |
| Tháng 9  | "One More Night"    | Maroon 5                            | [ 61 ]    |
| Tháng 10 | "One More Night"    | Maroon 5                            | [ 62 ]    |
| Tháng 11 | "Call Me Maybe"     | Carly Rae Jepsen                    | [ 63 ]    |
| Tháng 12 | "Tears Always Win"  | Alicia Keys                         | [ 64 ]    |